# فيليبي مينديز
فيليبي مينديز (بالبرتغالية: Filipe Mendes‏) (17 يونيو 1985 بلشبونة في البرتغال - ) هو لاعب كرة قدم برتغالي في مركز حراسة المرمى. شارك مع منتخب البرتغال تحت 16 سنة لكرة القدم ومنتخب البرتغال تحت 19 سنة لكرة القدم. أما مع النوادي، فقد لعب مع إستريلا دا أمادورا ونادي باسوش دي فيريرا ونادي بيلينينسش وجي. دي. توريزينسي ‏ وديبورتيفا دي لوسادا ‏ ونادي سانتا كلارا.

## روابط خارجية
- فيليبي مينديز على موقع قاعدة بيانات كرة القدم.إي يو (الإنجليزية)
- فيليبي مينديز على موقع Soccerway.com (الإنجليزية)
- فيليبي مينديز على موقع AS.com (الإسبانية)